# Rizin Fighting Federation
Rizin Fighting Federation (também conhecido como Rizin FF) é uma organização japonesa de artes marciais mistas criada em 2015 pelo ex-presidente do Pride Fighting Championships e Dream Stage Entertainment, Nobuyuki Sakakibara.
Fundado para ser o sucessor espiritual do PRIDE FC e do DREAM, Rizin carrega muito da filosofia e ambição de seus dois predecessores: seus eventos são promovidos como eventos grandiosos com cerimônias de abertura e entradas de lutadores elaboradas, suas lutas são disputadas em um ringue de cordas e tem um conjunto de regras herdado de PRIDE e DREAM, que são mais permissíveis comparados às "Regras Unificadas" usado pelo UFC, como joelhadas e chutes em oponentes caídos. A organização também promove os "Grand Prix", torneios mata-mata onde os lutadores devem enfrentar vários oponentes na mesma noite. Rizin é considerado a principal promoção de MMA do Japão.
Rizin também promoveu lutas de kickboxing, com dois torneios "Grand Prix" em 2017 e 2021.
O nome da promoção é uma combinação de "Raijin", o deus japonês do raio; a palavra "Rising" ("ascenção"), que significa "prosperar e prosperar"; e a letra 'Z', que significa "final" e "supremo".

## História
Em 1997, o PRIDE Fighting Championships foi fundado no Japão, promovido pela Dream Stage Entertainment. A organização rapidamente se tornou a promoção de MMA mais popular do mundo e ajudou a popularizar o esporte no Japão e no mundo. Seus eventos foram transmitidos para milhões através da televisão aberta e pay-per-view, e encheu os estádios esportivos com centenas de milhares de espectadores. O Pride se diferenciou do UFC por seu foco em espetáculo e entretenimento, além de um conjunto de regras mais permissivo. Em 2007, no entanto, o Pride fechou suas portas devido a um escândalo mostrando seus laços com a yakuza, causando uma crise financeira na empresa. A Dream Stage Entertainment foi comprada pela Zuffa - a holding do UFC - que inicialmente prometeu manter o evento funcionando, mas acabou cancelando os planos, demitindo a maior parte da equipe e apenas absorvendo os melhores lutadores do Pride. Como resposta, a maioria dos ex-funcionários, lutadores e executivos do DSE se juntaram ao Fighting and Entertainment Group, os promotores do K-1, para organizar um sucessor, que ficou conhecido como DREAM. No entanto, a FEG acabou tendo seus próprios problemas financeiros e, como resultado, faliu em 2012. O DREAM fechou as portas.
Três anos após o encerramento do DREAM, começaram a circular rumores de que o fundador do Pride e Dream, Nobuyuki Sakakibara, retornaria à indústria após o lançamento de uma entrevista com o presidente do Bellator MMA, Scott Coker.
Em 19 de setembro de 2015, durante o Bellator MMA & Glory: Dynamite 1, foi anunciado que Sakakibara havia contratado o ex-campeão peso-pesado do Pride, Fedor Emelianenko, para encabeçar um show de véspera de ano novo em Tóquio para sua nova promoção de MMA. Sakakibara deu uma coletiva de imprensa em 8 de outubro de 2015, com Nobuhiko Takada e outros ex-funcionários do Pride FC para anunciar formalmente o lançamento da "Rizin Fighting Federation". Os signatários iniciais incluíram Kazushi Sakuraba, Shinya Aoki, bem como as competidoras Gabi Garcia e Rena Kubota.
Um torneio Grand Prix foi anunciado (realizado em 100 kg ou aproximadamente 220 lbs), com campeões e competidores do Bellator, KSW, Jungle Fight, BAMMA, e King of Kings. Mais notavelmente, King Mo foi anunciado para representar o Bellator no torneio. A chave de 8 homens foi oficialmente finalizada em 30 de novembro de 2015, com outras lutas também sendo anunciadas logo em seguida. Kron Gracie (cujo pai Rickson competiu no evento inaugural do PRIDE) foi anunciado para participar contra Asen Yamamoto. Dentre os veteranos da cena japonesa, Tsuyoshi Kosaka enfrentaria James Thompson, e Akebono Tarō enfrentaria Bob Sapp.
Os planos iniciais eram de fazer pelo menos quatro eventos por ano, em oposição à programação mais frequente de outras promoções, a fim de aumentar a empolgação e a expectativa. A apresentação de Rizin segue o modelo de grandes eventos esportivos, como a Liga dos Campeões da UEFA e a Copa do Mundo da FIFA.
Em 2018, foi anunciado que o evento principal do tradicional card de Réveillon (Rizin 14) seria uma luta de boxe entre Floyd Mayweather Jr. e o invicto kickboxer japonês Tenshin Nasukawa. A luta terminou com Nasukawa nocauteado aos dois minutos do primeiro round.
Em 11 de novembro de 2021, Rizin quebrou a tradição do Pride e Dream ao realizar pela primeira vez um evento em um cage em vez do tradicional ringue de corda no evento Rizin Trigger 1st.
Em 31 de dezembro de 2022, houve o Bellator MMA vs. Rizin FF, evento organizado por Rizin que cruzou com o Bellator MMA como parte do Rizin 40 e o tradicional megaevento de Réveillon. O card teve os lutadores de cada promoção lutando entre si. O card contou com os lutadores do Bellator MMA Gadzhi Rabadanov, os ex-campeões AJ McKee, Juan Archuleta e Kyoji Horiguchi, e o atual campeão Patricio Freire, lutando contra os representantes do Rizin Koji Takeda, Soo Chul Kim, Hiromasa Ougikubo e os campeões Kleber Koike Erbst e Roberto de Souza. O resultado foi uma vitória de todos os lutadores do Bellator. No meio do evento, o ex-campeão mundial de boxe Manny Pacquiao fez um anúncio público de que havia assinado com Rizin para uma luta de exibição de boxe contra um adversário ainda não anunciado.

### Radiodifusão e cobertura
O evento inaugural de Rizin foi transmitido na América do Norte pela Spike TV. Outras emissoras incluem SKY Perfect JSAT Corporation, Fuji Television, Fox Sports 2 Brasil, Kix e Match TV. De 2017 a 2019, os eventos Rizin foram transmitidos pela FITE TV na América do Norte e na Europa. A partir de Rizin 26, eles estão transmitindo no LIVENow. Começando com Rizin 38, Rizin voltou para FITE TV.
Em 2022, devido a várias polêmicas, Rizin seria dispensado pela Fuji em maio daquele ano. Desde então, Rizin começaria a transmitir eventos via PPV em seu serviço de streaming, RIZIN STREAM PASS, e várias outras plataformas de streaming no Japão.
Começando com Super Rizin e Rizin 38 em 2022, a Integrated Sports produziria PPVs em inglês de eventos Rizin para FITE.

## Classes de peso
| Nome da classe de peso | Limite superior          | Gênero             |
| ---------------------- | ------------------------ | ------------------ |
| peso atômico           | 47 quilogramas (104 lb)  | Fêmea              |
| Superpeso atômico      | 49 quilogramas (108 lb)  | Fêmea              |
| Peso Mosca Leve        | 53 quilogramas (117 lb)  | Fêmea              |
| Peso Mosca             | 57 quilogramas (126 lb)  | Macho              |
| peso galo              | 61 quilogramas (134 lb)  | Macho              |
| Pena                   | 66 quilogramas (146 lb)  | Macho              |
| Leve                   | 71 quilogramas (157 lb)  | Macho              |
| meio-médio             | 77 quilogramas (170 lb)  | Macho              |
| Peso médio             | 85 quilogramas (187 lb)  | Macho              |
| Peso-pesado leve       | 95 quilogramas (209 lb)  | Macho              |
| Peso Pesado            | 120 quilogramas (265 lb) | Macho              |
| Openweight             | Sem restrição de peso    | Masculino feminino |

## Regras

### Artes marciais mistas
As regras do Rizin FF foram adotadas do Pride FC com algumas pequenas modificações ao longo dos anos. As partidas duram três rodadas. Antes de maio de 2018, a primeira rodada das partidas masculinas durava 10 minutos, enquanto as duas rodadas finais duravam cinco minutos cada. Desde então, as partidas têm sido três rodadas de cinco minutos cada. A vitória pode ser obtida por nocaute, finalização, nocaute técnico por paralisação do árbitro ou por decisão dos juízes.
Todos os golpes, arremessos e estrangulamentos são permitidos, com exceção de cabeçadas e golpes na nuca, medula oblonga, medula espinhal ou genitais. "Tiros de meta" (chute em oponentes caídos), joelhadas e pisadas em oponentes no chão também são permitidos. No entanto, se houver uma discrepância de peso de 15 quilogramas (33 lb) ou mais, o lutador mais leve pode escolher se tais ataques ao solo são permitidos. Ao contrário do Pride, Rizin permite o uso de cotoveladas, incluindo a "cotovelada 12–6".

#### Critérios de julgamento
As lutas são julgadas de acordo com os seguintes critérios:
- Dano: ao avaliar o dano, golpear e agarrar recebem o mesmo peso. Os juízes avaliarão até que ponto o golpe efetivo ou agarramento 'influencia a luta' - em outras palavras, se houve tal dano/vantagem para o lutador que teria levado ao fim da luta pelo oponente batendo ou sendo nocauteado.
- Agressividade: os juízes irão considerar qual lutador foi mais eficaz em desferir ataques que podem encerrar a luta em uma finalização. Observe que este elemento não leva em consideração o impacto real dos danos causados pelos golpes, arremessos ou finalizações do lutador. Em vez disso, os juízes avaliarão se os lutadores foram agressivos e proativos em sua abordagem durante a luta.
- Generalidade: os juízes irão considerar qual lutador foi mais eficaz em dominar o ritmo, local e posição da luta. Os juízes também irão considerar a quantidade de tempo gasto em uma posição no solo ou em pé.

Embora não delineado nas regras de Rizin, os scorecards publicados no site do JMOC sugerem que dano, agressividade e generalidade recebem 50, 30 e 20 pontos, respectivamente. Onde o lutador não cumpriu o elemento, ele recebe uma pontuação de zero - não há meio-termo.

### Kickboxing
As lutas de kickboxing do Rizin duram três rounds de três minutos cada. A vitória pode ser obtida por nocaute, nocaute técnico por paralisação do árbitro ou por decisão dos juízes. Se a partida for longe, um sistema de 10 pontos é usado para julgar. Três knockdowns em uma única rodada resultarão em um nocaute técnico. Todas as formas de cotoveladas são ilegais.

## Atuais campeões
| Divisão                   | Campeão          | Desde               | defesas |
| ------------------------- | ---------------- | ------------------- | ------- |
| Peso-pesado leve          | Vago             |                     |         |
| Leve                      | Roberto de Souza | 13 de junho de 2021 | 2       |
| Pena                      | Vago             |                     |         |
| peso galo                 | Vago             |                     |         |
| Super peso átomo feminino | Seika Izawa      | 17 de abril de 2022 | 0       |

## História

### Cinturão meio-pesado
1. ↑  «Nobuyuki Sakakibara discusses Rizin FF plans for 2016, Fedor Emelianenko's opponent, drug testing and more». MMA Fighting. Consultado em 25 de novembro de 2015
2. ↑  «Former Pride FC boss: Fedor's opponent will mean something for future of MMA». Bloody Elbow. Consultado em 25 de novembro de 2015
3. ↑  «'New PRIDE' to be called Rizin Fighting Federation » MixedMartialArts.com». www.mixedmartialarts.com (em inglês). 8 de outubro de 2015. Consultado em 21 de fevereiro de 2022
4. ↑  Rondina, Steven. «Pride Never Die: Rizin FF Instantly Becomes Compelling UFC Alternative». Bleacher Report (em inglês). Consultado em 21 de fevereiro de 2022
5. ↑  Zivanovic, Tomislav (11 de novembro de 2020). «Best MMA Promotions Outside the UFC (Top 7)». Martial Arts Unleashed (em inglês). Consultado em 21 de fevereiro de 2022
6. ↑  «RIZIN Fighting World Grand Prix 2017: Final Round | MMA & Kickboxing Event». Tapology (em inglês). Consultado em 26 de fevereiro de 2022
7. ↑  Bowker, Dylan (3 de maio de 2021). «Rizin 29 Kickboxing Tournament: all participants announced». MyMMANews (em inglês). Consultado em 26 de fevereiro de 2022
8. ↑  «Concept». rizinff.com. Consultado em 6 de outubro de 2020
9. 1 2  Snowden, Jonathan. «Sex, Drugs, Gangsters and MMA: Remembering Pride, UFC's Wild Predecessor». Bleacher Report (em inglês). Consultado em 21 de fevereiro de 2022
10. ↑  «K-1's new Dream includes Cro Cop». Mma Weekly. 13 de fevereiro de 2008. Consultado em 25 de fevereiro de 2009. Arquivado do original em 3 de fevereiro de 2009
11. ↑  FEG's bankruptcy, May 17, 2012, Muay Thai TV
12. ↑  «Scott Coker: Former PRIDE boss Nobuyuki Sakakibara planning MMA return in 2015». mmafighting.com. Consultado em 7 de outubro de 2020
13. ↑  Fedor Emelianenko Returns To MMA On New Year’s Eve
14. ↑  RIZIN Japan - What We Can Expect From The Newcomer
15. ↑  «Long after his prime, Kazushi Sakuraba is in the position to save Japanese MMA». mmafighting.com. Consultado em 22 de julho de 2018
16. ↑  «Newly crowned Jungle Fight champion enters Rizin FF heavyweight tournament». mmafighting.com. Consultado em 22 de julho de 2018
17. ↑  «'King Mo' to represent Bellator in Rizin light heavyweight grand prix». mmafighting.com. Consultado em 22 de julho de 2018
18. ↑  «Rizin announces heavyweight tournament bracket». mmafighting.com. Consultado em 22 de julho de 2018
19. ↑  «Muhammed 'King Mo' Lawal lands opponent at RIZIN FF». mmafighting.com. Consultado em 22 de julho de 2018
20. ↑  «Bellator fighter Brennan Ward, additional mixed-rules fight announced for Rizin debut». mmafighting.com. Consultado em 22 de julho de 2018
21. ↑  «Jerome LeBanner returns to MMA at Rizin». mmafighting.com. Consultado em 22 de julho de 2018
22. ↑  «Kron Gracie added to Rizin FF card in December». mmafighting.com. Consultado em 22 de julho de 2018
23. ↑  «Fedor Emelianenko still without an opponent, Tsuyoshi Kosaka to face James Thompson at Rizin». mmafighting.com. Consultado em 22 de julho de 2018
24. ↑  «Rizin signs Sapp vs. Akebono rematch for its debut». mmafighting.com. Consultado em 22 de julho de 2018
25. ↑  «Nobuyuki Sakakibara discusses Rizin FF plans for 2016, Fedor Emelianenko's opponent, drug testing and more». mmafighting.com. Consultado em 22 de julho de 2018
26. ↑  «Concept». rizinff.com. Consultado em 9 de setembro de 2020
27. ↑  Brady, James (4 de novembro de 2018). «Floyd Mayweather Jr. says he never agreed to face undefeated kickboxer Tenshin Nasukawa». SBNation.com (em inglês). Consultado em 21 de fevereiro de 2022
28. ↑  «Mayweather-Nasukawa a laughable event». ESPN (em inglês). 31 de dezembro de 2018. Consultado em 21 de fevereiro de 2022
29. ↑  «Rizin to Stage First Event in Cage on Nov. 28 Titled Rizin 'Trigger 1st'». Sherdog (em inglês). Consultado em 21 de fevereiro de 2022
30. ↑  Tabuena, Anton (30 de dezembro de 2022). «Bellator vs. RIZIN and RIZIN.40 NYE show full results, stream, video highlights». Bloody Elbow (em inglês). Consultado em 1 de janeiro de 2023
31. ↑  «Bellator vs. Rizin set for New Year's Eve in Japan, including Patricio Freire, A.J. McKee». MMA Junkie (em inglês). 24 de outubro de 2022. Consultado em 1 de janeiro de 2023
32. ↑  «Rizin FF vs. Bellator results: A.J. McKee edges champ Roberto de Souza, secures 5-0 sweep for Team Bellator». MMA Junkie (em inglês). 31 de dezembro de 2022. Consultado em 1 de janeiro de 2023
33. ↑  «Manny Pacquiao assina com Rizin para luta de exibição em 2023». ge. Consultado em 1 de janeiro de 2023
34. ↑  Video:Fedor: Return Of The Last Emperor
35. ↑  «Event Summary Rizen Fighting Federation». rizinff.com. Consultado em 26 de novembro de 2015
36. ↑  «Rizin FF Partners with FITE TV». sherdog.com. Consultado em 1 de abril de 2017
37. ↑  [天心vs武尊の仕掛け人RIZIN代表・榊原信行氏「反社交際音声」流出トラブル｜NEWSポストセブン ; May 16, 2022]
38. ↑  MATCH】フジテレビが”放送中止”を発表「主催者側との契約に至らず」 - eFight【イーファイト】格闘技情報を毎日配信！; May 31, 2022
39. ↑  «Rizin announces streaming service, Mayweather fight». pressparty.com
40. ↑  ▷ Floyd Mayweather vs Mikuru Asakura - Official PPV Replay - FITE
41. ↑  ▷ RIZIN 38 - Official PPV Replay - FITE
42. ↑  ▷ Integrated Sports Videos & Streams July 2023 - FITE
43. 1 2 3 4 5 6  «RULES ルール». Rizin Official Website (em japonês). Consultado em 21 de fevereiro de 2022
44. 1 2  «Musings on new RIZIN rules, the art of judging and JMOC». The Fighter. 1 de junho de 2021. Consultado em 11 de agosto de 2021